# Josué Pruner
Pour les articles homonymes, voir Pruner.
Josué Georges Pruner (24 août 1881, Białystok - 26 novembre 1943, Auschwitz), est un rabbin français, né en Pologne, Grand rabbin de Nice, déporté à Auschwitz.

## Biographie
Josué Pruner est né le 24 août 1881 à Białystok en Pologne. Il arrive en France vers ses 16 ans et termine ses études au Séminaire israélite de France. Il se marie avec Alice Deborah Milhaud (9 février 1882-1943) à Nîmes le 8 septembre 1910, à l'âge de 29 ans.
Son premier poste est Avignon
Nommé aumônier de la flotte en 1915, il sert sur divers navires-hôpitaux et participe à la bataille des Dardanelles. 
Après la guerre, dont il sort décoré, il est nommé rabbin de Besançon, puis, en 1937, de Nice.
Il devient Grand-rabbin de Nice en 1941, succédant au Grand-rabbin Samuel Schumacher. Selon Jean-Louis Panicacci, 1983: "Le Grand Rabbin Samuel Schumacher, malade, fut remplacé après la défaite par Josué Pruner",. Il a dû subir de nombreuses pressions et attaques antisémites de militants du PPF de Jacques Doriot et de la Légion de Joseph Darnand (la synagogue a été occupée une nuit). Quand la ville est occupée par les Allemands, après la capitulation italienne, des rafles commencent à Nice, à domicile ou dans les rues. Pruner est une fois enfermé dans la synagogue, mais parvient à s'échapper.
Prisonnier sur parole, à Nice, depuis le 12 septembre 1943, il aurait pu s'enfuir, mais, malgré la fermeture de la synagogue par les Allemands, il reste et continue sa tâche comme il le peut. Il est arrêté, avec son épouse Alice, dans la nuit du 3 au 4 octobre 1943, à une heure du matin (lendemain de Roch Hachana, le Nouvel An juif),, à son adresse 10, rue Foncet, à Nice. Ils sont envoyés à Drancy le jour de Kippour, puis sont déportés depuis la gare de Bobigny vers Auschwitz par le convoi n° 62 du 20 novembre 1943. Ils sont tués à Auschwitz, pratiquement dès leur arrivée, le 26 novembre 1943.